# Paolo Rudelli

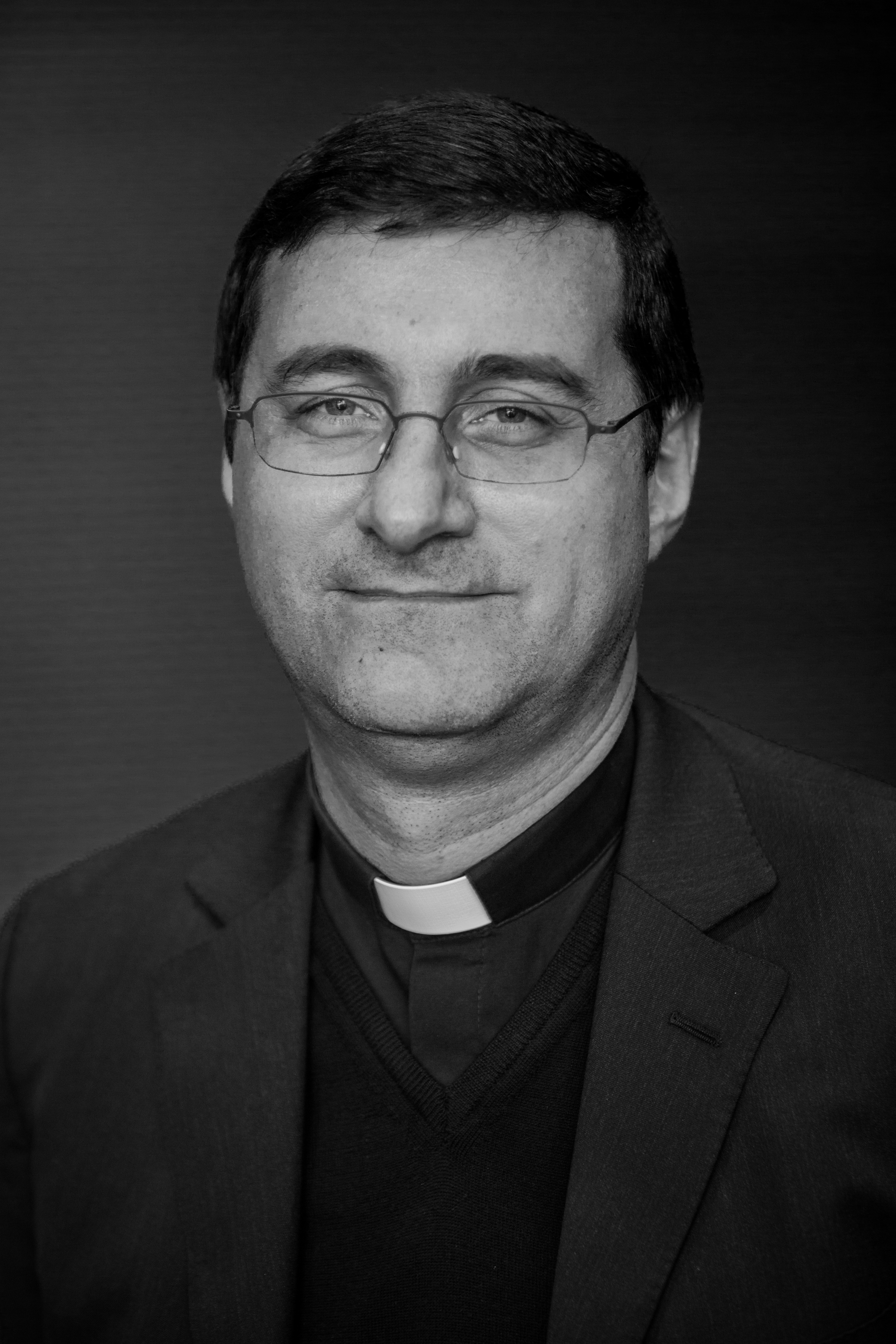
Paolo Rudelli (2015)

Erzbischofswappen von Paolo Rudelli

Paolo Rudelli (* 16. Juli 1970 in Gazzaniga, Provinz Bergamo) ist ein italienischer Geistlicher, römisch-katholischer Erzbischof und Diplomat des Heiligen Stuhls.

## Leben
Paolo Rudelli wuchs in Gandino in der Provinz Bergamo auf. Er besuchte das Kleine Seminar in Bergamo. Anschließend studierte Rudelli Philosophie und Katholische Theologie am Priesterseminar in Bergamo und an der Päpstlichen Universität Gregoriana in Rom. Während seiner Studienzeit in Rom war er Alumnus des Päpstlichen Römischen Priesterseminars. Am 10. Juni 1995 empfing er in Bergamo durch den Bischof von Bergamo, Roberto Amadei, das Sakrament der Priesterweihe für das Bistum Bergamo. Nach weiterführenden Studien erwarb Rudelli ein Lizenziat im Fach Kanonisches Recht und wurde im Jahr 2000 an der Päpstlichen Universität Gregoriana bei Klaus Demmer MSC mit der Arbeit Matrimonio come scelta di vita. Opzione – vocazione – sacramento („Die Ehe als Lebensentscheidung. Entscheidung – Berufung – Sakrament“) zum Doktor der Theologie im Fach Moraltheologie promoviert. Zudem absolvierte er von 1998 bis 2001 eine Ausbildung an der Päpstlichen Diplomatenakademie. Neben seinen Studien wirkte Rudelli als Kaplan im Gefängnis Rebibbia in Rom.
Rudelli trat am 1. Juli 2001 in den diplomatischen Dienst des Heiligen Stuhls ein. Er war als Nuntiatursekretär an den Nuntiaturen in Ecuador (2001–2003) und in Polen (2003–2006) tätig. Ab 2006 war er Nuntiatursekretär und ab 2010 Nuntiaturrat in der Sektion für Allgemeine Angelegenheiten des Staatssekretariats des Heiligen Stuhls. Darüber hinaus wirkte Rudelli von 2009 bis 2014 als Ökonom der Päpstlichen Diplomatenakademie. Papst Benedikt XVI. verlieh ihm am 16. Juli 2005 den Ehrentitel Päpstlicher Ehrenkaplan und Papst Franziskus am 1. Oktober 2014 den Ehrentitel Päpstlicher Ehrenprälat. Am 20. September 2014 berief ihn Papst Franziskus zum Ständigen Beobachter des Heiligen Stuhls beim Europarat in Straßburg. Zudem fungierte Rudelli als Beobachter des Heiligen Stuhls bei der Internationalen Kommission für das Zivilstandswesen.
Am 3. September 2019 ernannte ihn Papst Franziskus zum Titularerzbischof von Mesembria und zum Apostolischen Nuntius. Die Bischofsweihe spendete ihm der Papst persönlich am 4. Oktober desselben Jahres im Petersdom; Mitkonsekratoren waren Kardinalstaatssekretär Pietro Parolin und der Kardinalpräfekt des Dikasteriums für die ganzheitliche Entwicklung des Menschen, Peter Turkson. Sein Wahlspruch Adveniat regnum tuum („Dein Reich komme“) stammt aus dem Vaterunser (Mt 6,10 ).
Papst Franziskus bestellte ihn am 25. Januar 2020 zum Apostolischen Nuntius in Simbabwe. Am 19. Juli 2023 berief ihn Papst Franziskus zum Apostolischen Nuntius in Kolumbien.

## Schriften
- Matrimonio come scelta di vita. Opzione – vocazione – sacramento (= Tesi gregoriana. Serie teologia. Band 70). Edizioni Pontificia Università Gregoriana, Rom 2000, ISBN 978-88-7652-871-2.